# Banda Safa
Banda Safa is een bestuurslaag in het regentschap Aceh Besar van de provincie Atjeh, Indonesië. Banda Safa telt 448 inwoners (volkstelling 2010).